# Tak van dienst
Een tak van dienst was volgens de Gemeentewet (art. 196) en de Provinciewet (art. 200) tot 1996 een onderdeel van de uitvoeringsorganisatie van een gemeente of provincie dat een specifieke taak vervulde, met een eigen deelbegroting en administratie binnen de gemeentelijke begroting en rekening. Een tak van dienst functioneerde daarmee in zekere mate zelfstandig, maar bezat geen rechtspersoonlijkheid. Als tak van dienst werden vaak aangewezen de dienst Gemeentewerken, de GG&GD en provinciale en gemeentelijke energiebedrijven. Een andere mogelijkheid was het onderbrengen van deze specifieke taken in een naamloze vennootschap met de gemeente of provincie als enig aandeelhouder. Deze laatste constructie werd ook veel gebruikt wanneer overheden gezamenlijk deze bepaalde taken uitvoerden.